# Romuald Wiadrowski
Romuald Wiadrowski (ur. 7 lutego 1845, zm. 7 sierpnia 1937) – powstaniec styczniowy, duchowny rzymskokatolicki, wieloletni proboszcz w Prandocinie, kanonik, działacz społeczny.

## Życiorys

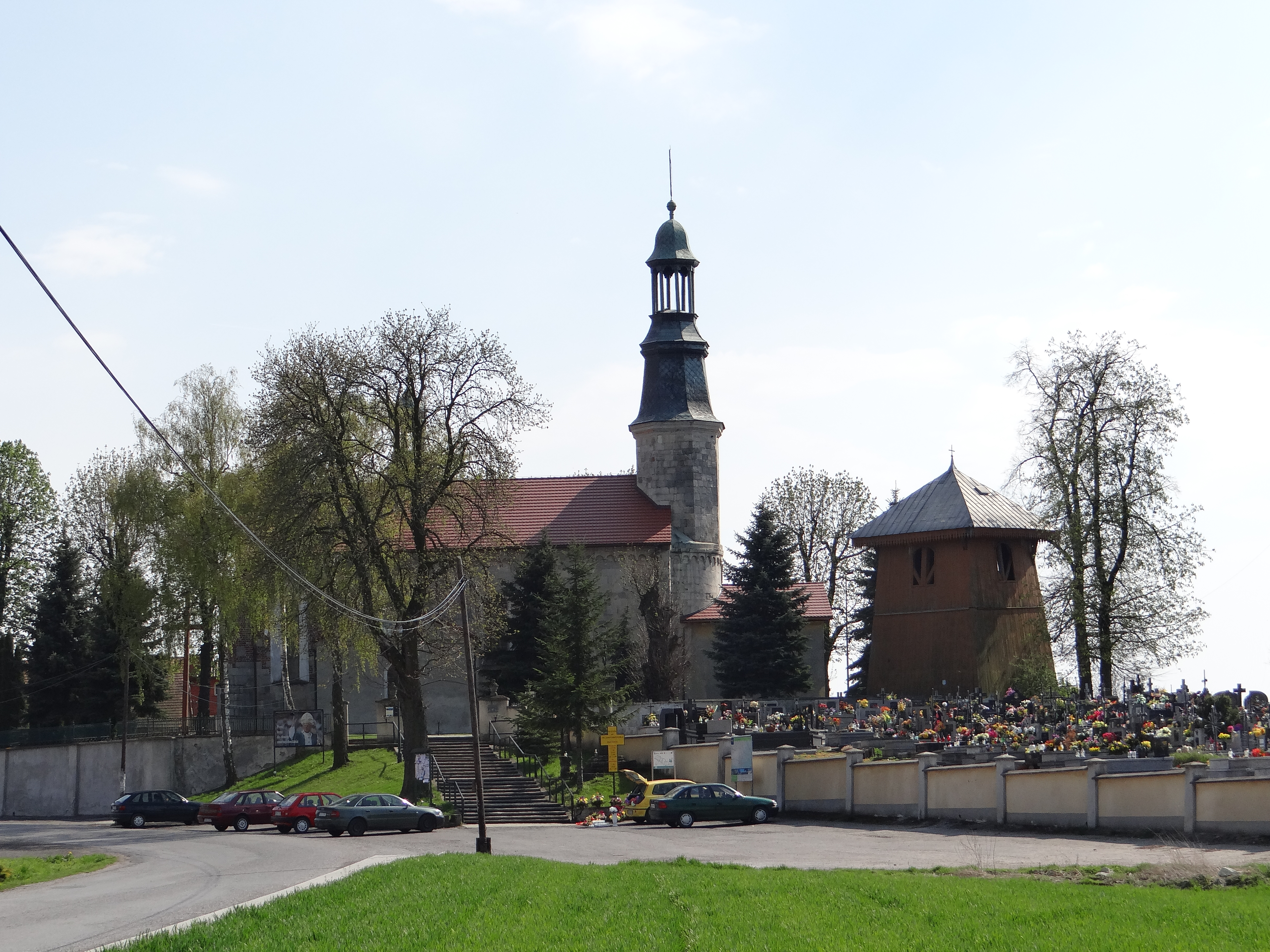
Kościół św. Jana Chrzciciela w Prandocinie

Wziął udział w powstaniu styczniowym 1863 walcząc w rejonie świętokrzyskim. Następnie wstąpił do seminarium duchownego, otrzymał święcenia kapłańskie, w 1869 został wikarym w Miechowie, od 1873 był proboszczem parafii w Wrocimowicach, w 1874 proboszczem w Racławicach. W 1894 został proboszczem parafii św. Jana Chrzciciela w Prandocinie i pełnił ten urząd przez 43 lata do końca życia (a także dziekana parafii). W okresie zaboru rosyjskiego, pomimo zakazu, prowadził księgi parafialne w języku polskim. Po wybuchu I wojny światowej w 1914 błogosławił i udzielił pomocy przechodzącemu przez Prandocin oddziałowi Władysława Beliny-Prażmowskiego ze strzelców Józefa Piłsudskiego. Był inicjatorem budowy szkoły w  niedalekim Wężerowie

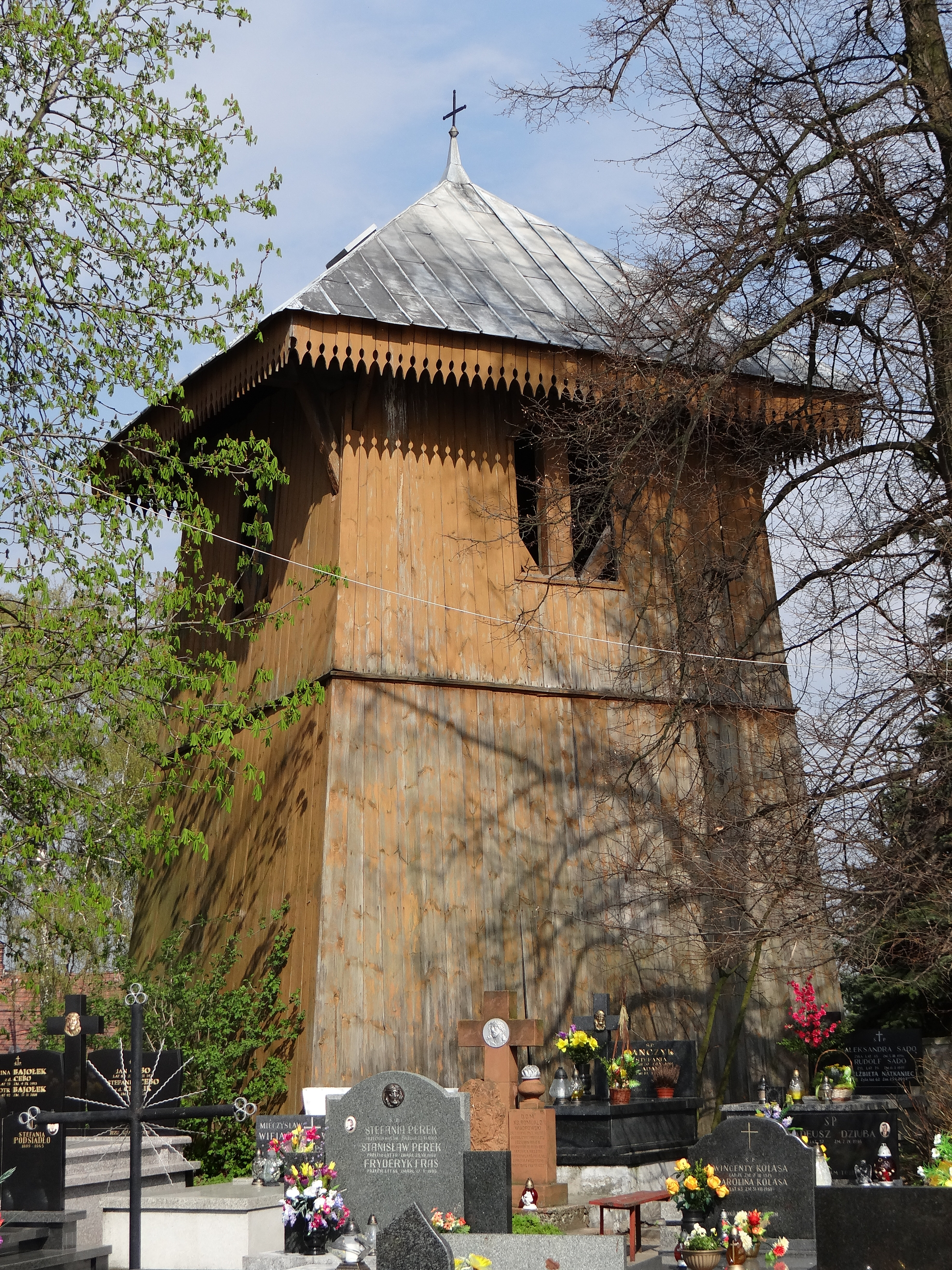
Dzwonnica przy kościele w Prandocinie. U dołu pośrodku widoczny nagrobek ks. Wiadrowskiego

Został odznaczony Krzyżem Niepodległości.
Zmarł 7 sierpnia 1937, a 10 sierpnia 1937 został pochowany na cmentarzu w Prandocinie.